# Тербанд
Тербанд (нід. Terband) — село в нідерландській провінції Фрисландія. Входить до муніципалітету Геренвен.
Його площа становить 7,31км², а населення станом на 2021 рік складало 260 осіб.
Перша згадка про населений пункт датується 1315 роком.